# 彼得里夫卡 (普里亞速斯凱市鎮)
46°39′45″N 35°41′25″E / 46.66250°N 35.69028°E
彼得里夫卡（羅馬化：Petrivka）是位於烏克蘭南部扎波羅熱州梅利托波爾區普里亞速斯凱市鎮的村莊。該村距離舍夫琴卡1公里，始建於1922年，面積0.26平方公里，海拔高度12米，2001年人口25。